# Ковалёв, Сергей Александрович (географ)
Серге́й Алекса́ндрович Ковале́в (23 февраля (7 марта) 1912, Тюкалинск — 3 января 1997, Москва) — советский, российский экономико-географ, доктор географических наук, профессор, основатель крупной научной школы в области изучения сельского расселения и социальной географии.

## Биография
Родился 7 марта (23 февраля по старому стилю) 1912 года в городе Тюкалинске Тобольской губернии в семье ссыльных интеллигентов-разночинцев.

### Родители
Отец — Ковалёв Александр Васильевич (1877—1955), из зажиточных крестьян Саратовской губернии. Сельский учитель, затем земский статистик, в советское время работал в органах государственной статистики.
Мать — Ковалёва (Гомболевская) Ольга Васильевна (1883—1948), дочь земского агронома, училась в Петербурге на Высших женских (Бестужевских) курсах. В 1904 г. отчислена по политическим мотивам. Окончила Женевский университет. Школьный учитель.
В Тобольскую губернию отец попал как административно высланный. В 1913 г. семье было разрешено переехать в Вятку, где С. А. Ковалёв провел первые годы своей жизни. В 1922 г. семья переехала в Москву. С детства интересовался географией и статистикой, и уже в возрасте 16 лет начал публиковать статьи в газете «Советский статистик».

### Образование
В 1931 окончил Московский промышленно-экономический техникум. В 1930-40-х гг. работал в проектных организациях Москвы, занимался экономическим обоснованием размещения новых промышленных предприятий. В 1946 окончил географический факультет МГПИ имени В. И. Ленина, в 1949 там же — аспирантуру (научный руководитель — профессор Р. М. Кабо).

### Преподавательская и научная деятельность
- В 1949—1952 преподавал в университетах Венгрии.
- С 1952 в МГУ (с 1964 профессор).

Один из создателей современной отечественной географии населения и географии сферы обслуживания. Автор, совместно с Н. Я. Ковальской, первого университетского учебника по географии населения. Основатель крупной научной школы в области изучения сельского расселения и социальной географии, подготовил более 40 кандидатов наук. Разработал понятийный аппарат и методы исследования сельского расселения. Впервые провел районирование территории СССР по особенностям сельского расселения. Его трудами сформировано целое научное направление. Автор работ по географии сельской местности, методологии социальной географии, прогнозированию расселения, а также картографированию населения, расселения, сферы обслуживания. Внес существенный вклад в процесс социологизации экономической географии— трансформацию её в социально-экономическую географию. Был инициатором создания, одним из авторов и редакторов карты населения СССР в масштабе 1:2500000 (1977). Участвовал во многих экспедициях в различные регионы СССР и в работах над региональными атласами (Северного Казахстана, Целинного края, Алтайского края и др.) Принимал участие в Государственной экспертизе Генеральной схемы расселения на территории СССР. Активный деятель Географического общества (ГО СССР,Русское географическое общество). Председатель редакционной коллегии серии научных сборников «Вопросы географии» (1964—1982), издававшихся Московским филиалом общества. Председатель комиссии географии населения этого филиала. Почетный член Географического общества СССР (1980 г.), Венгерского и Сербского географических обществ.
- Кандидатская диссертация «География сельского расселения в пределах Чернозёмного Центра» (МГПИ,1950).

- Докторская диссертация «Основные вопросы географии сельского расселения» (МГУ,1963).

Умер в 1997 году. Похоронен на Введенском кладбище (9 уч.).

## Память
- На Географическом факультете МГУ ежегодно проводятся Ковалёвские чтения[1]
- В 2013 году вышел 135 сборник серии «Вопросы географии», посвященный памяти С. А. Ковалёва[2]

## Работы
- Географическое изучение сельского расселения (задачи, методика, материалы, специальные карты расселения). М.: МГУ, 1960. 338с.
- География сельского населения и населенных пунктов Самаркандской и Бухарской областей. Ташкент: Изд. АН Узб. ССР,1962.184с. (в соавторстве с Э. Ташбековым и Р.Валиевой).
- Сельское расселение (Географическое исследование). М.:МГУ,1963.372 с.
- Региональные различия в перспективном развитии сельского расселения М.: МГУ, 1974. 101с.
- География населения СССР (учебник) М.:МГУ,1980. 286с. (в соавторстве с Н. Я. Ковальской).
- Энциклопедическое описание сельских поселений России (Методические рекомендации). М .: Научно-исследовательское и культурно-просветительное общество «Энциклопедия российских деревень»,1990. 37 с.(в соавторстве с А. И. Алексеевым)
- География сферы обслуживания: основные понятия и методы: Учебное пособие. Тверь: ТвГУ, 1991. 119с. (в соавторстве с А. И. Алексеевым и А. А. Ткаченко)
- Избранные труды. Смоленск: Ойкумена, 2003. 437с.